# 황종국 (1937년)
황종국(黃鐘國, 1937년 6월 4일~2013년 9월 17일)은 대한민국의 정치인이다. 제30·33·34대 강원 고성군수이다. 본관은 평해이며, 강원도 고성군 출신이다. 그리고 제34대 강원도 고성군수 직을 역임하면서 긴 암 투병 기간을 거쳤고, 2013년, 임기 마무리를 9개월 반 정도 남겨둔 채, 사망했다.

## 학력
- 1956년 동광중학교 졸업
- 한국방송통신대학교 행정학과 학사 졸업

### 비학위 수료
- 강릉대학교 대학원 경영정책과학과 사회과학 석사 졸업
- 경희대학교 경영대학원 경영학 석사 졸업

## 경력
- 1978년 1월 재향군인회 고성군 연합분회 회장
- 1988년 1월 제24회 서울 올림픽 고성군 지부장
- 1991년 4월~1995년 6월 제1대 강원도 고성군의회 의원
- 1993년 7월~1995년 6월 제1대 강원도 고성군의회 의장
- 1993년~1994년 민주자유당 강원도당 고성군 지구당 부위원장
- 1997년 12월 산좋고 물맑은 고성군 협의회 회장
- 1998년 7월~2002년 6월 제30대 강원도 고성군 군수
- 2008년 6월~2010년 6월 제33대 강원도 고성군 군수
- 2010년 7월~2013년 9월 제34대 강원도 고성군 군수

## 역대 선거 결과
|  | 25.9% |

|  | 29.48% |

|  | 33.30% |

|  | 38.63% |

|  | 31.31% |

|  | 44.21% |